# Aleksas III Helkiasz
Aleksas III Helkiasz (ur. ok. 15 p.n.e., zm. po 44) – żydowski arystokrata spowinowacony z dynastią herodiańską, naczelny dowódca wojsk króla Heroda Agryppy I.
Przypuszcza się, że mógł być synem Aleksasa II Kalleasa. Poślubił Kypros IV, córkę Antypatra III, po kądzieli wnuczkę Heroda Wielkiego.
W 40 roku Aleksas III wchodził w skład delegacji wysłanej do legata Syrii Publiusza Petroniusza, która protestowała przeciwko planom wzniesienia w Świątyni Jerozolimskiej pomniku rzymskiego cesarza Kaliguli.
Na dworze Heroda Agryppy I, króla Judei, Aleksas III osiągnął godność głównodowodzącego armii. W 44 roku w porozumieniu z Herodem z Chalkis doprowadził do zamordowania swojego poprzednika Silasa. 
Aleksas III miał synów Juliusza Archelausa i Helkiasza II oraz córkę Kypros V.